# 비탄의 망령은 은퇴하고 싶다 ~최약 헌터에 의한 최강 파티 육성술~
비탄의 망령은 은퇴하고 싶다 ~최약 헌터에 의한 최강 파티 육성술~(嘆きの亡霊は引退したい ～最弱ハンターによる最強パーティ育成術, Let This Grieving Soul Retire!)은 일본의 라이트 노벨 시리즈이다. 츠키카게가 쓰고 치코(Chyko)가 그림을 그렸다. 2018년 1월부터 사용자 제작 소설 출판 웹사이트인 소설가가 되자에서 웹 소설로 연재를 시작했다. 이후 2018년 8월부터 GC 노벨스 라이트 노벨 출판사로 출판을 시작한 마이크로 매거진에 인수되었다. 라이 헤비노(Rai Hebino)는 2019년 4월부터 KADOKAWA의 코믹워커(ComicWalker) 만화 웹사이트에서 연재를 시작했다. Zero-G가 제작한 TV 애니메이션 시리즈는 2024년 10월 1일부터 12월 24일까지 제1기가 방송되었고, 2025년 10월부터 제2기가 방영될 예정이다.